# Caymanostella spinimarginata
Caymanostella spinimarginata är en sjöstjärneart som beskrevs av Georgii Mikhailovich Belyaev 1974. Caymanostella spinimarginata ingår i släktet Caymanostella och familjen Caymanostellidae. Inga underarter finns listade i Catalogue of Life.